# Lagonosticta senegala
La amaranta senegalesa (Lagonosticta senegala) es una especie de ave paseriforme de la familia Estrildidae propia del África subsahariana. 

## Descripción
Alcanza los 10 cm de longitud. El macho adulto tiene el plumaje principalmente rojo, salvo en las alas que son de color marrón. El pico es de color rosado, y tiene un anillo ocular de color amarillo. Las hembras tienen las partes superiores de color marrón uniforme y las inferiores anteadas. Tiene una pequeña mancha roja delante y por encima de los ojos, y su pico también es rosado.

## Subespecies
- Lagonosticta senegala senegala – (Linné, 1766)
- Lagonosticta senegala guineensis – (Hald-Mortensen)
- Lagonosticta senegala rhodopsis – (Heuglin, 1863)
- Lagonosticta senegala brunneiceps – (Sharpe)
- Lagonosticta senegala somaliensis – (Salvadori)
- Lagonosticta senegala zedlitzi – (Grote)
- Lagonosticta senegala rendalli – (Hartert, 1898)
- Lagonosticta senegala pallidicrissa – (Zedlitz)
- Lagonosticta senegala ruberrima – (Reichenow, 1903)